# Rallye de Nouvelle-Zélande 1987
Le Rallye de Nouvelle-Zélande 1987 (18th Clarion Rally of New Zealand), disputé du 11 au 14 juillet 1987, est la cent-soixantième-huitième manche du championnat du monde des rallyes (WRC) courue depuis 1973, et la huitième manche du championnat du monde des rallyes 1987.

## Classement général
| Pos | No | Pilote           | Copilote         | Voiture                  | Temps           | Écart             | Groupe |
| --- | -- | ---------------- | ---------------- | ------------------------ | --------------- | ----------------- | ------ |
| 1   | 4  | Franz Wittmann   | Jörg Pattermann  | Lancia Delta HF 4WD      | 6 h 56 min 00 s |                   | A      |
| 2   | 2  | Kenneth Eriksson | Peter Diekmann   | Volkswagen Golf GTI      | 6 h 56 min 47 s | + 47 s            | A      |
| 3   | 5  | Possum Bourne    | Michael Eggleton | Subaru RX Turbo          | 7 h 04 min 25 s | + 8 min 25 s      | A      |
| 4   | 8  | Tony Teesdale    | Greg Horne       | Mazda 323 4WD            | 7 h 18 min 31 s | + 22 min 31 s     | A      |
| 5   | 7  | David Officer    | Kate Officer     | Mitsubishi Starion Turbo | 7 h 35 min 12 s | + 39 min 12 s     | A      |
| 6   | 18 | Ken Adamson      | Greg Adamson     | Toyota Corolla GT        | 7 h 40 min 17 s | + 44 min 17 s     | A      |
| 7   | 24 | Stuart Weeber    | John Kennard     | Toyota Starlet           | 8 h 00 min 50 s | + 1 h 04 min 50 s | A      |
| 8   | 21 | Simon Davies     | Simon Curry      | Subaru RX Turbo          | 8 h 05 min 41 s | + 1 h 09 min 41 s | A      |
| 9   | 16 | Kouichi Hazu     | Hakaru Ichino    | Isuzu Gemini             | 8 h 09 min 58 s | + 1 h 13 min 58 s | A      |
| 10  | 35 | Grant Goile      | Tony Morrison    | Toyota Starlet           | 8 h 12 min 41 s | + 1 h 16 min 41 s | A      |